# Platinum (Alaska)
Platinum és una població dels Estats Units a l'estat d'Alaska. Segons el cens del 2007 tenia 41 habitants.

## Demografia
Segons el cens del 2000, Platinum tenia 41 habitants, 17 habitatges, i 9 famílies La densitat de població era de 0,4 habitants/km².
Dels 17 habitatges en un 47,1% hi vivien nens de menys de 18 anys, en un 29,4% hi vivien parelles casades, en un 11,8% dones solteres, i en un 41,2% no eren unitats familiars. En el 41,2% dels habitatges hi vivien persones soles el 41,2% de les quals corresponia a persones de 65 anys o més que vivien soles. El nombre mitjà de persones vivint en cada habitatge era de 2,41 i el nombre mitjà de persones que vivien en cada família era de 2,9.
Per edats la població es repartia de la següent manera: un 26,8% tenia menys de 18 anys, un 2,4% entre 18 i 24, un 43,9% entre 25 i 44, un 17,1% de 45 a 60 i un 9,8% 65 anys o més.
L'edat mediana era de 32 anys. Per cada 100 dones hi havia 105 homes. Per cada 100 dones de 18 o més anys hi havia 130,8 homes.
La renda mediana per habitatge era de 21.250 $ i la renda mediana per família de 22.500 $. Els homes tenien una renda mediana de 0 $ mentre que les dones 0 $. La renda per capita de la població era de 7.632 $. Aproximadament el 33,3% de les famílies i el 22% de la població estaven per davall del llindar de pobresa.

## Poblacions més properes
El següent diagrama mostra les poblacions més properes.